# Polycycnis annectans
Polycycnis annectans är en orkidéart som beskrevs av Robert Louis Dressler. Polycycnis annectans ingår i släktet Polycycnis och familjen orkidéer. Inga underarter finns listade i Catalogue of Life.